# Callyna japonibia
Callyna japonibia là một loài bướm đêm trong họ Noctuidae.